# Scotoleon dissimilis
Scotoleon dissimilis är en insektsart som först beskrevs av Banks 1903.  Scotoleon dissimilis ingår i släktet Scotoleon och familjen myrlejonsländor. Inga underarter finns listade i Catalogue of Life.